# Grobia
Grobia is een plaats in het Poolse district  Międzychodzki, woiwodschap Groot-Polen. De plaats maakt deel uit van de gemeente Sieraków en telt 370 inwoners.